# 加列戈斯德亚尔加尼扬
加列戈斯德亚尔加尼扬，是西班牙卡斯蒂利亚-莱昂萨拉曼卡省的一个市镇。 总面积47平方公里，总人口401人（2001年），人口密度9人/平方公里。